# Aporodesmus perlatus
Aporodesmus perlatus är en mångfotingart som beskrevs av Carl Oscar von Porat 1894. Aporodesmus perlatus ingår i släktet Aporodesmus och familjen Cryptodesmidae. Inga underarter finns listade i Catalogue of Life.